# Egyiptomi muszlim uralkodók listája
Az addig Bizánci Birodalomhoz tartozó Egyiptom 641-re, az Amr ibn al-Ász vezette arab hódítás során került muszlim fennhatóság alá. Az első időkben a „helyesen vezetett”, majd omajjád kalifák helytartói irányították al-Fusztát központtal a tartományt. Az Omajjádokat 750-ben megbuktatták az Abbászidák, akik egy idő urán már nem tudták elég sikeresen egyben tartani a kalifátust, így arról többek között Egyiptom is elveszett számukra a 9. század közepén (Túlúnidák), majd véglegesen a 10. században (Ihsídidák) – igaz, ekkor névleges fennhatóságukat még meg tudták őrizni.
969-ben Egyiptom az imám és kalifa címmel uralkodó iszmáilita síita Fátimidák kezére került. Ők alapították meg Egyiptom új központját, az azóta fővárosként szolgáló Kairót (al-Káhira). 1171-ben a szunnita Szaláh ad-Dín, azaz Szaladin letette az utolsó, megrendült hatalmú fátimida kalifát, és szultánként elfoglalta a trónt. Az általa alapított ajjúbida dinasztia az 1250-es években megbukott, és egy nem dinasztikus alapon szerveződő szultánság jött létre a mamlúkok vezetésével, akik a szír térséget is tartósan ellenőrzésük alatt tartották.
A Mamlúk Birodalom központjául szolgáló Egyiptom az 1517-es oszmán hódításig független, majd a birodalmon belül autonóm – a 19. századra kvázi-független, részben britek ellenőrizte – státuszt élvezett, Muhammad Alitól származó pasái 1805–1914 között khedive címmel uralkodtak. Az első világháborúban Egyiptom ténylegesen is függetlenedett Isztambultól, és 1914–1922 között ismét szultáni, majd pedig 1922-től a monarchia 1953. június 18-án történő megbuktatásáig királyi című uralkodók irányították.
Története során mindvégig a Masrik (a hagyományos muszlim Kelet) legjelentősebb hatalmi és gazdasági erejű területei közé tartozott.

## Független emírdinasztiák
Az alábbi dinasztiák névlegesen az Abbászida Kalifátus függésében uralták Egyiptomot, a gyakorlatban azonban független államokat építettek ki.

### Túlúnida Emirátus(868–905)
A dinasztia függetlenedésére a szamarrai anarchia néven ismert, a kalifátus időleges széteséséhez vezető káosz adott módot.
| Uralkodó   | Születési idő   | Halálozási idő  | Élethossz | Uralkodási idő  | Uralkodási évek | Megjegyzés         |
| ---------- | --------------- | --------------- | --------- | --------------- | --------------- | ------------------ |
| Ahmad      | 835 szeptembere | 884. május 10.  | 48 év     | emír: 868 – 884 | 16 év           |                    |
| Humáravajh | 864             | 896. január 18. | 32 év     | emír: 884 – 896 | 12 év           | Ibn Túlún fia.     |
| Dzsajs     | 881?            | 896 novembere   | 15? év    | emír: 896 – 896 | 1 év            | Humáravajh fia.    |
| Hárún      | 882             | 905. január 1.  | 23 év     | emír: 896 – 905 | 9 év            | Humáravajh fia.    |
| Sajbán     | ?               | 905 után        | ?         | emír: 905       | 1 év            | Humáravajh fivére. |

Az ideiglenesen megerősödő Abbászidák helyreállították közvetlen uralmukat Egyiptomban.

### Ihsídida Emirátus(935–969)
Az Abbászidák hatalmának teljes összeomlásával párhuzamosan szerzett hatalmat a dinasztiaalapító.
| Uralkodó | Születési idő   | Halálozási idő  | Élethossz | Uralkodási idő  | Uralkodási évek | Megjegyzés                       |
| -------- | --------------- | --------------- | --------- | --------------- | --------------- | -------------------------------- |
| Muhammad | 882. február 5. | 946. július 24. | 64 év     | emír: 935 – 946 | 11 év           |                                  |
| Unúdzsúr | ?               | 961 januárja    | ?         | emír: 946 – 961 | 15 év           | Ibn Tugdzs fia.                  |
| Ali      | ?               | 966 januárja    | ?         | emír: 961 – 966 | 5 év            | Ibn Tugdzs fia.                  |
| Káfúr    | 905 körül       | 968 áprilisa    | kb. 63 év | emír: 966 – 968 | 2 év            | Núbiai fekete rabszolga, eunuch. |
| Ahmad    | 957             | 969 után        | 12< év    | emír: 968 – 969 | 1 év            | Ali kiskorú fia.                 |

A fátimida hódítással Egyiptom kikerült a névleg Abbászida Birodalomhoz tartozó szunnita államok köréből.

## Fátimida Kalifátus(969–1171)
Az iszmáilita síita Fátimidák magukat tekintették az iszlám világ legitim urainak, imámoknak, az Abbászidákat pedig illegitim bitorlóknak tartották. 909-től uralkodtak Észak-Afrika nagy része felett, Egyiptomot csak negyedik próbálkozásukra tudták elfoglalni 969-ben.
| Uralkodó       | Születési idő       | Halálozási idő        | Élethossz | Uralkodási idő      | Uralkodási évek | Megjegyzés |
| -------------- | ------------------- | --------------------- | --------- | ------------------- | --------------- | ---------- |
| al-Muizz       | 931. szeptember 26. | 975. december 19.     | 44 év     | kalifa: 969 – 975   | 6 év            |            |
| al-Azíz        | 955. május 10.      | 996. október 14.      | 41 év     | kalifa: 975 – 996   | 21 év           |            |
| al-Hákim       | 985. augusztus 13.  | 1021. február 13. (?) | 35 év (?) | kalifa: 996 – 1021  | 25 év           |            |
| az-Záhir       | 1005. június 20.    | 1036. június 13.      | 30 év     | kalifa: 1021 – 1036 | 15 év           |            |
| al-Musztanszir | 1029. július 2.     | 1094. január 10.      | 64 év     | kalifa: 1036 – 1094 | 58 év           |            |
| al-Musztaali   | 1076. augusztus 24. | 1101. december 10.    | 25 év     | kalifa: 1094 – 1101 | 7 év            |            |
| al-Ámir        | 1096. december 31.  | 1130. október 8.      | 33 év     | kalifa: 1101 – 1130 | 29 év           |            |
| al-Háfiz       | 1074 szeptembere    | 1149. október 10.     | 75 év     | kalifa: 1130 – 1149 | 19 év           |            |
| az-Záfir       | 1133. február 23.   | 1154. április 15.     | 21 év     | kalifa: 1149 – 1154 | 5 év            |            |
| al-Fáiz        | 1149. május 31.     | 1160. július 23.      | 11 év     | kalifa: 1154 – 1160 | 6 év            |            |
| al-Ádid        | 1151. május 16.     | 1171. szeptember 13.  | 20 év     | kalifa: 1160 – 1171 | 11 év           |            |

A dinasztikus problémák miatt megrendült legitimitású, a rivalizáló vezírek mellett tényleges hatalmat jó ideje nem gyakorló, keresztes támadásoknak kitett Fátimidák az 1160-as években az észak-szíriai és felső-mezopotámiai területeket uraló, szunnita Zangidák befolyása alá kerültek. Az utolsó két vezír ez utóbbiak hadvezére volt: a második, Szaladin 1171-re végleg felszámolta a fátimida uralmat.

## Ajjúbida Szultanátus(1171–1254)
Szaladin 1174-ig a zangida Núr ad-Dín Mahmúd megbízottjaként tevékenykedett, annak halálakor viszont önállósodott és rövid úton részben meghódította, részben befolyása alá vonta a zangida területeket, önálló szultánságot kialakítva Egyiptomban, a szíriai és felső-mezopotámiai térségben pedig alárendelt fejedelemségeket hozott létre rokonai számára. A szunnita dinasztia legitimitását az abbászida kalifától kapott kinevezés biztosította.
| Uralkodó            | Születési idő     | Halálozási idő      | Élethossz | Uralkodási idő       | Uralkodási évek | Megjegyzés |
| ------------------- | ----------------- | ------------------- | --------- | -------------------- | --------------- | ---------- |
| Szaladin            | 1137              | 1193. március 3.    | 56 év     | szultán: 1171 – 1193 | 22 év           |            |
| Al-Aziz             | 1171              | 1198. november 29.  | 27 év     | szultán: 1193 – 1198 | 5 év            |            |
| Al-Manszúr          | 1188              | 1216 után           | 28< év    | szultán: 1198 – 1200 | 2 év            |            |
| I. al-Ádil          | 1145 januárja     | 1218. augusztus 31. | 73 év     | szultán: 1200 – 1218 | 18 év           |            |
| Al-Kámil            | 1177              | 1238. március 6.    | 61 év     | szultán: 1218 – 1238 | 20 év           |            |
| II. al-Ádil         | 1221              | 1248. február 9.    | 27 év     | szultán: 1238 – 1240 | 2 év            |            |
| Asz-Szálih Ajjúb    | 1205. november 5. | 1249. november 22.  | 44 év     | szultán: 1240 – 1249 | 9 év            |            |
| Al-Muazzam Túránsáh | ?                 | 1250. május 2.      | ?         | szultán: 1249 – 1250 | 1 év            |            |
| Sadzsar ad-Durr     | ?                 | 1257. április 28.   | ?         | szultán: 1250        | 1 év            |            |
| Al-Asraf Múszá      | 1229              | 1263                | 34 év     | szultán: 1250 – 1254 | 4 év            |            |

Az Ajjúbidák bukásához dinasztikus küzdelmek, a saját mamlúkseregük túlzott megerősödése, illetve a keresztesek és a mongolok támadása vezetett. A hatalom a rabszolgából katonákká képzett mamlúkok kezébe került.

## Mamlúk Szultanátus(1250–1517)

### Türk (bahri) mamlúkok (1250–1382;1389–1390)
| Név                   | Uralkodása      | Megjegyzések |
| --------------------- | --------------- | --- |
| al-Muizz Ajbak        | 1250; 1254–1257 | Ajjúb mamlúkjából lett atabég, majd szultán.                                                                            |
| I. Al-Manszúr Ali     | 1257–1259       | Ajbak kiskorú fia, helyette Kutuz gyakorolta a hatalmat.                                                                |
| al-Muzaffar Kutuz     | 1259–1260       | Ajbak mamlúkjából lett al-Manszúr Ali mellett atabég, majd lemondatása után szultán.                                    |
| az-Záhir Bajbarsz     | 1260–1277       | Ajjúb mamlúkja volt, Kutuz meggyilkolásával jutott trónra.                                                              |
| asz-Szaíd Muhammad    | 1277–1279       | Bajbarsz fia, Ajjúb bahri mamlúkjai megbuktatták.                                                                       |
| al-Ádil Szalámis      | 1279            | Bajbarsz fia, asz-Szaíd Muhammad féltestvére volt. Kaláún bábszultánja volt, aki végül lemondatta.                      |
| al-Manszúr Kaláún     | 1279–1290       | Ajjúb bahrí mamlúkja volt, kulcsszerepe volt asz-Szaíd Muhammad megbuktatásában. Folytatta a Szentföld visszahódítását. |
| al-Asraf Halíl        | 1290–1293       | Kaláún fia, ő fejezte be a Szentföld visszahódítását.                                                                   |
| I. An-Nászir Muhammad | 1293–1294       | Kaláún fia, először a trónon.                                                                                           |
| al-Ádil Kitbuga       | 1294–1296       | |
| al-Manszúr Ládzsín    | 1296–1299       | |
| I. An-Nászir Muhammad | 1299–1309       | másodszor a trónon |
| al-Muzaffar Bajbarsz  | 1309            | |
| I. An-Nászir Muhammad | 1310–1341       | harmadszor a trónon |
| al-Manszúr Abu Bakr   | 1341            | An-Nászir fia. |
| al-Asraf Kúdzsuk      | 1341–1342       | An-Nászir fia, az előbbi féltestvére.                                                                                   |
| an-Nászir Ahmad       | 1342            | An-Nászir fia, az előbbi féltestvére.                                                                                   |
| asz-Szálih Iszmáíl    | 1342–1345       | An-Nászir fia, az előbbi féltestvére.                                                                                   |
| al-Kámil Saabán       | 1345–1346       | An-Nászir fia, az előbbi édestestvére.                                                                                  |
| al-Muzaffar Háddzsi   | 1346–1347       | An-Nászir fia, az előbbi féltestvére.                                                                                   |
| an-Nászir Haszan      | 1347–1351       | első uralkodása |
| asz-Szálih Szálih     | 1351–1354       | |
| an-Nászir Haszan      | 1354–1361       | másodszor a trónon |
| al-Manszúr Muhammad   | 1361–1363       | |
| al-Asraf Saabán       | 1363–1377       | |
| II. Al-Manszúr Ali    | 1377–1382       | |
| asz-Szálih Háddzsi    | 1382            | először a trónon |
| az-Záhir Barkúk       | 1382–1389       | bitorló, az első cserkesz (burdzsi) mamlúk származású szultán                                                           |
| al-Manszúr Háddzsi    | 1389–1390       | asz-Szálih Háddzsí restaurációja alkalmával új titulust vett fel.                                                       |

### Cserkesz (burdzsi) mamlúkok (1382–1389;1390–1517)
| Név                    | Uralkodása | Megjegyzések |
| ---------------------- | ---------- | --- |
| az-Záhir Barkúk        | 1390–1399  | másodszor a trónon; ismét megbuktatta a restaurált hatalmú Háddzsit                                                              |
| an-Nászir Faradzs      | 1399–1405  | Barkúk fia, összeesküvéstől tartva elmenekült a palotából, mire lemondatták                                                      |
| al-Manszúr Abd al-Azíz | 1405       | Barkúk fia, Faradzs öccse. Bátyja távollétében kiáltották ki szultánnak, ám az visszatérve lemondatta                            |
| an-Nászir Faradzs      | 1405–1412  | másodszor a trónon; a lázadó szíriai helytartók elleni harcban fogságba esett és kivégezték                                      |
| al-Musztaín            | 1412       | kalifa, Faradzs meggyilkolása után a lázadók tették szultánná; Még abban az évben lemondatták                                    |
| al-Muajjad Sajh        | 1412–1421  | Barkúk mamlúkja, szíriai helytartó és lázadó                                                                                     |
| al-Muzaffar Ahmad      | 1421       | Sajh fia, kétéves csecsemőként került trónra                                                                                     |
| az-Záhir Tatar         | 1421       | Barkúk mamlúkja, a csecsemő Ahmadot letéve került trónra, ám rövidesen elhunyt                                                   |
| asz-Szálih Muhammad    | 1421–1422  | Tatar fia, tízesztendősen került trónra                                                                                          |
| al-Asraf Barszbáj      | 1422–1438  | Barkúk mamlúkja, atabég Muhammad mellett, akit megbuktatva lett szultán                                                          |
| al-Azíz Juszuf         | 1438       | Barszbáj fia, tizennégy évesen került trónra                                                                                     |
| az-Záhir Csakmak       | 1438–1453  | Barkúk mamlúkja, Júszufot letéve került trónra                                                                                   |
| al-Manszúr Uszmán      | 1453       | Dzsakmak fia, két hónap után megbuktatták                                                                                        |
| al-Asraf Inál          | 1453–1461  | Barkúk mamlúkja, Uszmánt letéve került trónra                                                                                    |
| al-Muajjad Ahmad       | 1461       | Ínál fia, hónapokon belül letették                                                                                               |
| az-Záhir Huskadam      | 1461–1467  | al-Muajjad Sajh mamlúkja, Ahmad atabégje és megbuktatója                                                                         |
| az-Záhir Jalbáj        | 1467       | al-Muajjad Sajh mamlúkja, az előkelőségek jelölték ki Huskadam örökösének                                                        |
| az-Záhir Timurbuga     | 1467–1468  | Dzsakmak mamlúkja, a hatalmi harc során tették trónra, majd két hónap múltán lemondatták                                         |
| al-Asraf Káitbej       | 1468–1496  | Dzsakmak mamlúkja, a hatalmi harc során tették trónra                                                                            |
| II. An-Nászir Muhammad | 1496–1498  | Kájitbáj fia, tizennégy évesen került trónra; de önállósodási tervei miatt meggyilkolták                                         |
| az-Záhiir Kánszauh     | 1498–1500  | Kájitbáj mamlúkja, a befolyásos Túmán Báj tette trónra és buktatta meg                                                           |
| al-Asraf Dzsanbulát    | 1500–1501  | Kájitbáj mamlúkja, atabég; Túmán Báj tette trónra és buktatta meg                                                                |
| al-Ádil Túmán Báj      | 1501       | Kájitbáj mamlúkja, davádár, két elődjének trónra segítője és megbuktatója                                                        |
| al-Asraf Kánszauh      | 1501–1516  | Kájitbáj mamlúkja, az előkelőségek tették trónra                                                                                 |
| al-Asraf Túmán Báj     | 1516–1517  | Kánszauh unokaöccse, davádár. Elődje halála után választották szultánná, az oszmán hódítás során elvesztette hatalmát és életét. |

## Oszmán időszak
A oszmán törökök 1517-ben meghódították a Mamlúk Birodalmat. Innentől kezdve a Nílus völgye a török szultán befolyása alá tartozott, helytartóit Isztambulból nevezték ki. A birodalom válságával párhuzamosan a tényleges oszmán befolyás a 17. század végére elenyészett a térségben. Ha továbbra is voltak kinevezett helytartók, a tartomány vezetése a gyakorlatban a mamlúk eredetű, rivalizáló előkelőségek kezébe került.
1798–1801 között Napoléon Bonaparte tábornok csapatai szállták meg Egyiptomot, megrendítve a mamlúk elit hatalmát. Az Oszmán Birodalom megpróbálta helyreállítani uralmát Egyiptomban, de a tartomány megtartásához nem volt elég ereje, így 1805-től a hatalom az új, albán származású helytartócsalád kezébe került. Muhammad Ali Pasa végleg kiirtotta a korábbi mamlúk vezetést, és az oszmánokkal eleinte együttműködve, majd ellenük harcolva örökletessé tette a kormányzóságát. Egyiptom 1882-ben brit megszállás alá került, de a Muhammad Ali-dinasztia megőrizte a trónját, és Egyiptom jogi értelemben 1914 decemberéig az Oszmán Birodalom tartományát képezte, amikor az Egyesült Királyság egyoldalúan kinyilvánította Egyiptom elszakadását a szultánságtól, és mint „önálló államot”, saját protektorátusává tette.

### A Muhammad Ali-dinasztia oszmán alkirályai (1805–1914)
| Portré | Név                                                      | Uralkodása | Megjegyzés |
| ------ | -------------------------------------------------------- | ---------- | ---------- |
|        | Muhammad Ali * 1769. március 4. † 1849. augusztus 2.     | 1805–1848  |            |
|        | Ibráhím * 1789 † 1848. november 10.                      | 1848       |            |
|        | I. Abbász Hilmi * 1813. július 1. † 1854. július 13.     | 1849–1854  |            |
|        | Szaíd * 1822. március 17. † 1863. január 13.             | 1854–1863  |            |
|        | Iszmáíl * 1830. december 31. † 1895. március 2.          | 1863–1879  |            |
|        | Muhammad Taufík * 1852. november 15. † 1892. január 7.   | 1879–1892  |            |
|        | II. Abbász Hilmi * 1874. július 14. † 1944. december 19. | 1892–1914  |            |

## Az önálló Egyiptom

### A Muhammad Ali-dinasztia szultánjai (1914–1922)
| Portré | Név                                                   | Uralkodása | Megjegyzés                                                                |
| ------ | ----------------------------------------------------- | ---------- | ------------------------------------------------------------------------- |
|        | Huszajn Kámil * 1853. november 21. † 1917. október 9. | 1914–1917  |                                                                           |
|        | I. Fuád * 1868. március 26. † 1936. április 28.       | 1917–1922  | Egyiptom függetlenné nyilvánításával párhuzamosan királyi címet vett fel. |

### A Muhammad Ali-dinasztia királyai (1922–1953)
| Portré                                                  | Név                                           | Uralkodása | Megjegyzés |
| ------------------------------------------------------- | --------------------------------------------- | ---------- | ---------- |
|                                                         | I. Fuád (2x)                                  | 1922–1936  |            |
|                                                         | Fárúk * 1920. február 11. † 1965. március 18. | 1936–1952  |            |
|                                                         | II. Fuád * 1952. január 16.                   | 1952–1953  |            |
| 1953 után kikiáltották az Egyiptomi Arab Köztársaságot. |                                               |            |            |

## Lásd még
- Fáraók listája
- Egyiptom elnökeinek listája